# 某大叔的VRMMO活动记
《某大叔的VRMMO活动记》﹙）是椎名ほわほわ創作、ヤマーダ繪圖的輕小說。曾在「第6回アルファポリスファンタジー小説大賞」獲得「読者賞」。原本在成為小說家吧網站連載，在書籍化後，受到AlphaPolis出版社要求摘要化後，被成為小說家吧官方刪除。在2015年7月「青森在住の建築に興味がある人が選んだ國內小説ランキング」票選中，獲得第一名。另於2016年3月24日推出網上遊戲ワンモア・フリーライフ・オンライン。小說第二卷特典小冊子附送其遊戲專用角色「マオ」。截至2022年9月，本作系列包含電子書累積銷量超過150萬冊。2023年2月10日宣布改編電視動畫，於2023年10月2日首播。

## 故事
「重啟自由之地﹙one more free life﹚」是一款VRMMO遊戲﹙實境網遊﹚，主角大地在遊戲中使用著被稱為廢物職業的弓使，卻慢慢組合出自己的獨有玩法。結果大地就每天在下班時間上線，過著一邊生產研發一邊四處冒險的網路日常。

## 登場人物

### 主角
大地／田中大地（聲：石川界人〔大地〕、浪川大輔〔田中大地〕）
本名「田中大地」，故事的主角，網上人物是少年，真身則是個38歲的大叔，一般社會職員。
年輕時受過傷不能做劇烈運動，所以非常享受VR中能自由活動的身體。使用被稱為廢物職業的弓箭手，一開始就被其他玩家嘲笑，利用抽到被稱為「垃圾技能」的能力組合出獨有玩法。因為在街上研究料理的香味吸引了其他玩家，所以有一段時間經常被抓住做料理。因為跟重裝戰士一戰中勝出而讓其他玩家對「弓箭手是廢物職業」的看法改觀。既擅長戰鬥又擅長生產，玩法很我行我素，成為內行人都知道的存在。在跟蜂蟻和鎖蟻戰鬥中慘敗而開發新裝備。非常受妖精喜愛，獲得官方稱號「妖精偷心賊」。於武鬥會上擊敗妖精女王，得到妖精之戒。被其他玩家叫作「妖精女王的老公」和「戰場上的料理人」。曾救助龍族公主而被龍族關注。

### 其他玩家
米莉（聲：岡咲美保）
黑色長髮的女性魔法使。妖精是穿土盔甲的小人，後進化成盔甲女孩。第一個和大地交換名片的女性玩家。茲維的隊友。
茲維（聲：畠中祐）
公會「藍領」的會長，紅髮雙手劍劍士。大地早期認識的玩家，認為搞笑是人類最高文化，多次跟大地組隊。妖精是冒火的狼，後進化成大型狼。公會成員大部份是女的。被其他玩家稱為「後宮會長」。攻略山道地段時，因為遭遇落石、掉下陷阱以及半獸人的聯合攻擊，造成和半獸人面部撞擊而情緒低落。
諾菈（聲：朝井彩加）
短劍使，身材纖細的女戰士。妖精是水形成的飛魚。茲維的隊友，專門吐槽茲維。
羅娜（聲：大空直美）
擔任前衛的女格鬥家。妖精是光之妖精的隼，後進化成小型獅鷹。茲維的隊友。
嶺治（聲：木內太郎）
使用單手斧和盾的重戰士。妖精是鼴鼠，後進化成刺蝟。茲維的隊友，担任肉盾。
風見彌（聲：白井悠介）
武士風格的劍士，早期使用大劍，後來改用太刀，公會「藍領」的強力輸出。妖精是風的小鳥。茲維的隊友。曾對龍之國老闆娘表白。
伊莉莎白（聲：日高里菜）
茲維公會後期成員，公會「藍領」所屬的金髮雙螺旋系魔法少女。性格有點目中無人。妖精是海馬。
卡娜
用單手劍與大盾、重鎧全副武裝，公會「藍領」的女武者坦克。
銀鎧老人（聲：菅生隆之）
使用雙手斧的重裝甲老爺爺，最前線戰鬥至今的頂級玩家。妖精是光之少女。跟古拉德本來為隊友，因為古拉德契約失敗遷怒隊友而將其逐出隊伍。在妖精舞踏會最終戰敗於古拉德。
古拉德（聲：諏訪部順一）
白銀的原同伴，重甲劍士，隊中担任肉盾，性格有點驕傲自大。曾一度跟妖精契約失敗，在後半部中以再生結晶成功契約。因為契約失敗而遷怒於隊友，被逐後利用再生契約的妖精成功復仇。妖精女王的原契約者，因為不接受女王離去而挑戰結果慘敗，導致不能再跟妖精契約。在慘敗後稍微反省，為再度挑戰女王而努力提升實力。
綾女（聲：內田真禮）
弓箭手公會「阿波羅之弓」的會長，大地形容有如寶塚演員的男裝麗人。一開始因為職業歧視，平常跟會員只敢帶著副武器，在沒人地方才換回弓箭活動。直到大地跟妖精女王一戰地位才開始改善。
繆恩（聲：金子睦）
生產型玩家，負責從製造、銷售新設備、修理設備的所有工作。
沃德（聲：吉野裕行）
一個霸道的玩家，希望一切都按照他的意願發展。
布拉克斯（聲：乃村健次）
他是一名擁有出色的技能的鐵匠玩家，專門從事生產。
GM（聲：椎名碧流）

涅薩（聲：橘龍丸）
弓箭手公會「阿波羅之弓」的成員。
紅、藍、黃、綠、粉、黑（聲：松風雅也（紅）、相葉裕樹（藍）、天月（黃）、世界（綠）、M・A・O（粉）、千葉繁（黑））
六人一組，紅色（劍士，男性），藍色（法師，巫師），黃色（斧頭使用者，男性），綠色（矛使用者，男性），黑色（小偷，男性）和粉紅色（法師，女）。與大地一起挑戰新地下城「死亡挑戰」的玩家。
安德雷／骷髏騎士（聲：日野聰）
潛伏在新地下城「死亡挑戰」底部的怪物。

### 妖精國
妖精女王（聲：上田麗奈）
妖精國女王，遊戲中AI非常高的NPC角色。
於妖精舞會中出場，銀色頭髮長獸耳的女妖精魔法使。於武鬥會上被大地打倒後迷戀上大地，贈與了妖精戒指，上面附有追蹤大地位置的功能。曾一段時間利用妖精戒指不斷前往大地身邊。後來因為被綠龍艾米爾脅迫而通緝大地，在大地殺死艾米爾後應其要求把戒指功能封印。
澤丹（聲：小山力也）
外號「荒髮」的冒險者，外表像熊的妖精。在大地被領主女兒追捕時曾幫助大地逃跑。在大地引導下跟米娜．芬里爾結婚。後於戰爭中受傷過重而引退。
畢卡夏（聲：森永千才）
外型像鳥的妖精，本名阿庫婭。曾跟大地一同活動，戰鬥有如坦克一般。後於戰爭中受傷過重而返回妖精之國靜養。
塞菲娜（聲：白砂沙帆）
侍奉妖精女王的高級風妖精。
維魯娜（聲：久保百合花）
侍奉妖精女王的高級水妖精。
米娜（聲：瀨戶麻沙美）
名門貴族芬里爾家族的女兒。
卡蓮（聲：川澄綾子）
米娜的母親。

### 龍之國
龍族之國，為了謀求與其他族群共存而駑馭了自己的強大力量。
龍子（聲：井澤詩織）
龍之國公主，自稱妖精女王的妹妹。因為在女王口中聽說大地而跑到大地身邊，結果不時跑去討吃的。
雨龍
負責主持「双龍の儀」的女性。在「龍之國」中被崇拜的雙龍之一，作為妖艷美女的同時也是一名厲害的武人。
砂龍
負責主持「双龍の儀」的男性。在「龍之國」中被崇拜的雙龍之一，和穩重的外表相反是一名厲害的武人。

### 龍族王國
西方龍族的王國，以紅龍作為王族。與龍族一樣擁有強大力量，但並不控制自己的力量。為了避免與其他族群起衝突而一直選擇與世隔絕，直到與大地相遇。
龍王
龍族之王的紅龍。人類型態有一把火紅頭髮。
納塔尼婭（聲：木野日菜）
龍族之王紅龍之子（公主）。因為在孵化前夕被NPC人類劫去，出生後不久被大地救下，首次進食的就是大地製作的料理，因此養成了偏食的習慣，進而引發了龍族與大地的連串互動。
艾米爾（聲：澤木郁也）
龍族中綠龍的長老，習慣以威脅等強硬手段達到目的。在得悉納塔尼婭只願進食大地製作的食品後，不顧龍王向大地的許諾，擅自以發動戰爭脅迫精靈女王緝捕大地為龍族製作料理，結果大地在決戰中與他同歸於盡。之後龍族因為受夠了其蠻橫，寧願救活大地也不願把他復活。

## 用語
- 昼夜

遊戲中的時間觀念，白天三小時，晚上兩小時。
- Slave Fairy

妖精舞踏會中，對像奴隶一样對待的妖精的怜悯以及对那种玩家的蔑称。
- 爆裂礦石

在礦場偶爾挖到的礦石，胡亂碰撞就會猛烈爆炸，威力足夠炸掉整個礦場玩家，所以要小心處理。

### 事件
- 藥水停售事件

因NPC售賣全部停止而造成玩家大騷動和生產系玩家地位改變。
- 妖精舞踏會

加入妖精作為同伴，輔助戰鬥及支援的。實際是選出妖精之國的統治者。
- 死者的挑戰書

營運推出的地下城副本，其陷阱數目和陰險程度令人想說營運太惡質。按小隊人數會遇見不同頭目。
- 龍之儀

龍之國的儀式，讓龍之國的居民化身天龍的儀式。龍之國的居民能挑戰二次，外地來的能挑戰三次。

## 出版書籍

### 輕小說
| 冊數 | アルファポリス | アルファポリス |
| 冊數 | 發售日期       |                |
| ---- | -------------- | -------------- |
| 1    | 2014年2月10日  |                |
| 2    | 2014年6月4日   |                |
| 3    | 2014年9月9日   |                |
| 4    | 2014年12月28日 |                |
| 5    | 2015年3月31日  |                |
| 6    | 2015年7月4日   |                |
| 7    | 2015年10月4日  |                |
| 8    | 2016年3月1日   |                |
| 9    | 2016年6月5日   |                |
| 10   | 2016年10月3日  |                |
| 11   | 2016年12月30日 |                |
| 12   | 2017年5月3日   |                |
| 13   | 2017年10月5日  |                |
| 14   | 2017年12月30日 |                |
| 15   | 2018年4月1日   |                |
| 16   | 2018年8月1日   |                |
| 17   | 2018年11月1日  |                |
| 18   | 2019年3月1日   |                |
| 19   | 2019年8月1日   |                |
| 20   | 2019年11月1日  |                |
| 21   | 2020年6月1日   |                |

### 漫畫
漫畫版由六堂秀哉繪畫，日本版第二卷於2016年3月25日發售，第三卷於2017年2月28日發售。
| 冊數 | アルファポリス  | アルファポリス         | 長鴻出版社    | 長鴻出版社             |
| 冊數 | 發售日期        | ISBN                   | 發售日期      | ISBN                   |
| ---- | --------------- | ---------------------- | ------------- | ---------------------- |
| 1    | 2015年5月31日   | ISBN 978-4-434-20480-7 | 2023年10月4日 | ISBN 978-626-008-122-5 |
| 2    | 2016年3月31日   | ISBN 978-4-434-21653-4 | 2023年10月4日 | ISBN 978-626-008-123-2 |
| 3    | 2017年2月28日。 | ISBN 978-4-434-22885-8 |               |                        |
| 4    | 2017年11月30日  | ISBN 978-4-434-23867-3 |               |                        |
| 5    | 2018年9月30日   | ISBN 978-4-434-25008-8 |               |                        |
| 6    | 2019年7月31日   | ISBN 978-4-434-26172-5 |               |                        |
| 7    | 2020年7月31日   | ISBN 978-4-434-27628-6 |               |                        |
| 8    | 2021年3月31日   | ISBN 978-4-434-28669-8 |               |                        |
| 9    | 2021年12月31日  | ISBN 978-4-434-29736-6 |               |                        |
| 10   | 2023年2月28日   | ISBN 978-4-434-31658-6 |               |                        |
| 11   | 2023年9月30日   | ISBN 978-4-434-32665-3 |               |                        |

## 電視動畫

### 主題曲
片頭曲《Magic Writer》
主唱：saji，作詞、作曲：ヨシダタクミ，編曲：河合英嗣
片尾曲
主唱：岡咲美保，作詞、作曲、編曲：青柳諒

### 各話列表
| 話數   | 日文標題 | 中文標題                     | 劇本     | 分鏡          | 演出       | 作畫監督                                                            | 總作畫監督                   | 首播日期       |
| ------ | -------- | ---------------------------- | -------- | ------------- | ---------- | ------------------------------------------------------------------- | ---------------------------- | -------------- |
| 第1話  |          | 大地，登入遊戲               | 待田堂子 | 中澤勇一 森健 | 中澤勇一   | 出口花穗、大場優子 豬瀬愛美、飯飼一幸 櫻井木之實、舛舘俊秀 南伸一郎 | 出口花穗 大場優子 舛舘俊秀   | 2023年 10月2日 |
| 第2話  |          | 大地，初次組隊               | 待田堂子 | 森健          | 日下直義   | 出口花穗、青木真理子 鎌田均、關口雅浩 檜垣彰子、南伸一郎            | 出口花穗 西田美彌子          | 10月9日        |
| 第3話  |          | 大地，勾引妖精？             | 羽良俊馬 | 杉島邦久      | 山本隆太   | 大石健二、岡野幸男 承山菜美                                         | 出口花穗                     | 10月16日       |
| 第4話  |          | 大地，收到很難覺得高興的獎勵 | 岡田邦彥 | 岩本保雄      | 飯村正之   | 出口花穗、豬瀨愛美 青木真理子、飯飼一幸 市之川聰、關口雅浩          | 出口花穗                     | 10月23日       |
| 第5話  |          | 大地，與女王超華麗地對戰     | 萬代耕士 |               | 日下直義   | 出口花穗、大場優子 豬瀨愛美、青木真理子 櫻井木之實、南伸一郎        | 出口花穗 大場優子 舛舘俊秀   | 10月30日       |
| 第6話  |          | 大地，新地下城上線興奮不已   | 岡田邦彥 | 森健          | 廣島秀樹   | 山崎展義                                                            | 出口花穗 西田美彌子          | 11月6日        |
| 第7話  |          | 大地，挑戰BOSS               | 萬代耕士 | 岩本保雄      | 大藪恭平   | 大久保富彥、出口花穗 豬瀨愛美、飯飼一幸 鎌田均、西田美彌子          | 出口花穗 西田美彌子          | 11月13日       |
| 第8話  |          | 大地，與龍人少女相遇         | 羽良俊馬 | 森健          | 神原敏昭   | 岡野幸男                                                            | 出口花穗 大場優子 舛舘俊秀   | 11月20日       |
| 第9話  |          | 大地，前往妖精國             | 待田堂子 |               | 日下直義   | 出口花穗、豬瀨愛美 青木真理子、櫻井木之實 南伸一郎                  | 出口花穗                     | 11月27日       |
| 第10話 |          | 大地，有搭檔了               | 岡田邦彥 | 森健          | 日下直義   | 出口花穗、大場優子 豬瀨愛美、關口雅浩 中澤勇一、西田美彌子 南伸一郎 | 出口花穗 大場優子 西田美彌子 | 12月4日        |
| 第11話 |          | 大地，撿到龍寶寶             | 萬代耕士 | 大久保富彦    | 大久保富彦 | 大久保富彥、大場優子 豬瀨愛美、關口雅浩 西田美彌子                  | 大場優子 舛舘俊秀            | 12月11日       |
| 第12話 |          | 大地，大發雷霆               | 待田堂子 | 中澤勇一 森健 | 中澤勇一   | 豬瀨愛美、青木真理子 飯飼一幸、櫻井木之實 中澤勇一、南伸一郎        | 出口花穗 大場優子            | 12月18日       |

### 播映平台
| 播映國家、地區 | 播映平台 | 播映日期                | 播映時間              | 備註 |
| -------------- | --- | ----------------------- | --------------------- | ---- |
| 台灣           | 巴哈姆特動畫瘋、Muse木棉花-TW（YouTube）、KKTV、LINE TV、LiTV 線上影視、Ofiii 歐飛、friDay影音、MyVideo、Hami Video、中華電信MOD、中嘉bb寬頻.bbTV、CATCHPLAY+ | 2023年10月3日－12月19日 | 星期二 01:00（UTC+8） |      |
| 香港           | Muse木棉花-HK（YouTube） | 2023年10月3日－12月19日 | 星期二 01:00（UTC+8） |      |

## 外部連結
- （日語） とあるおっさんのVRMMO活動記 -  Web版小說(成為小說家吧 - 歷史備份)
- （日語） とあるおっさんのVRMMO活動記 （页面存档备份，存于） -  Web版小說(刪減版)
- （日語） とあるおっさんのVRMMO活動記 （页面存档备份，存于） - 書籍版小說
- （日語） とあるおっさんのVRMMO活動記 （页面存档备份，存于） - 漫畫版
- （日語） ワンモア・フリーライフ・オンライン とあるおっさんのオンライン活動記 （页面存档备份，存于） - Flash遊戲